# Râul Diaca, Bistrița
Râul Diaca este un curs de apă, afluent al râului Bistrița. 